# Bomarea pudibunda
Bomarea pudibunda là một loài thực vật có hoa trong họ Alstroemeriaceae. Loài này được Planch. & Linden miêu tả khoa học đầu tiên năm 1855.